# Baldéric II de Liège

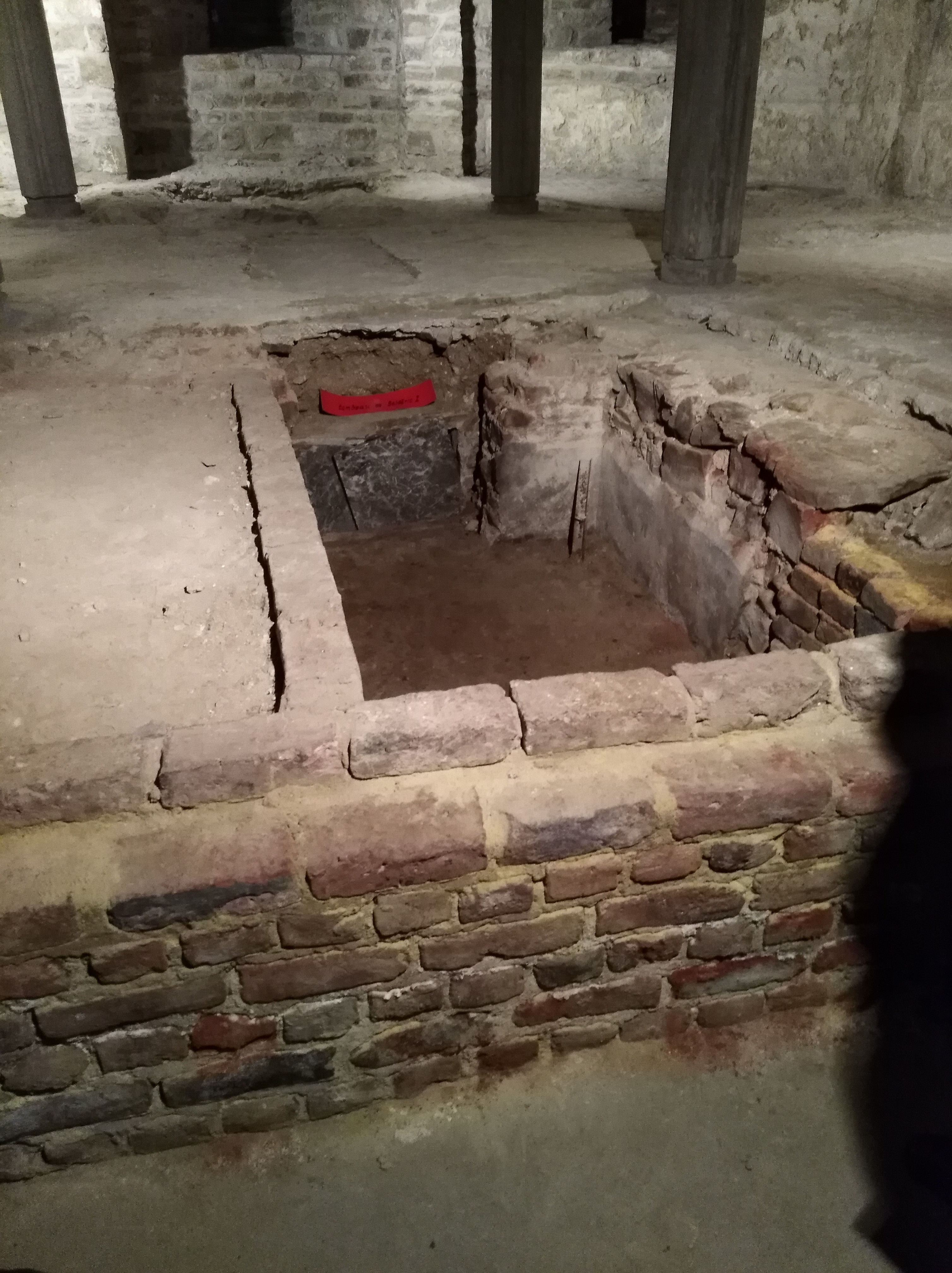
Tombeau primitif de Baldéric II dans la crypte de l'église Saint-Jacques de Liège.

Pour les articles homonymes, voir Baldéric.
Baldéric II de Liège ou Baldéric de Looz, mort le 29 juillet 1018, est le deuxième prince-évêque de Liège de 1008 au 1018. Il est le fils d'Otton de Looz et le frère de Gislebert de Looz. Il est le chapelain des empereurs Otton III et Henri II.

## Biographie
En 1008, Baldéric II, conjointement avec son parent le comte Baldéric, reçoit de Henri II la forêt de Wavre-Notre-Dame en Toxandrie. La même année il reçoit une forêt comprise entre la Meuse, le Bocq, l'Heure et la Somme.
Il commence la construction d'une forteresse à Hoegaarden, sur la limite extrême du Brunengeruz, territoire attribué aux évêques de Liège mais confinant aux possessions du comte de Louvain. Lambert en conçoit ombrage ; de là le conflit qui amène la bataille de Hoegaarden, le 10 octobre 1013, et consacre la victoire de Lambert sur l'armée épiscopale. Herman de Verdun ou d'Ename, allié de l'évêque est fait prisonnier. Baldéric paraît avoir dû engager le pays de Brunengeruz au comte de Louvain qui le tient en fief du prélat.
Le même Lambert de Louvain, toujours brouillé avec l'évêque, capture Liutgarde, veuve d'Arnould de Valenciennes, et veut l'employer à négocier une réconciliation. Elle s'y applique, en effet, et pour l'obtenir elle fait don à l'église de Liège de son propre alleu de Hanret.
En 1014, il reçoit le marquisat de Franchimont.
En 1015, il participe aux côtés du duc Godefroid et de son frère Hermann d'Ename à la bataille de Florennes qui voit la défaite et la mort de Régnier V de Hainaut, de Lambert de Louvain et de Robert II de Namur.
En 1015, Baldéric II acquiert l'abbaye Saint-Jean-Baptiste de Florennes de l'évêque Gérard Ier de Cambrai. Le château de Florennes est cédé à la même époque, avec le consentement du roi, à l'évêché de Liège.
En 1018, Baldéric II se joint à la campagne qu'entreprend le duc Godefroid, également accompagné des évêques de Cologne et d'Utrecht pour châtier Thierry III de Hollande. Cette aventure n'aboutit qu'à un insuccès : l'armée royale est défaite le 29 juillet 1018 dans la forêt de la Merwede, près de Flardingue.
Baldéric II meurt en 1018 à Heerewaarden (village aujourd'hui compris dans la commune de Maasdriel). Il est inhumé à l'abbaye Saint-Jacques de Liège, il rejoint ainsi la dépouille de son frère Arnould de Looz décédé en 1014.